# Bill Webster (coureur)
William Marshall ("Bill") Webster (Liverpool, 10 juli 1909 - Kirkby Mallory, 27 april 1963) was een Brits motorcoureur en zakenman.
Hij werd lid van de North Liverpool Motorcycle Club en begon in 1927 deel te nemen aan races. Bij de motorclub maakte hij kennis met Les Graham, die een vriend voor het leven zou worden. Graham maakte toen al naam als coureur met OK Supremes. Tijdens de Tweede Wereldoorlog werkte Bill bij de Rolls-Royce motorenfabriek in Crewe. Les Graham werd verkoper bij Associated Motor Cycles. Na de oorlog begonnen ze zo snel mogelijk weer te racen. Webster werd een voorvechter van de 125 cc klasse, die in Engeland maar moeizaam van de grond kwam. Er waren nauwelijks 125 cc racemotoren en hij moest een vooroorlogse Royal Enfied Model T 150 cc motor verkleinen tot 125 cc. Met die machine won hij veel races. In 1947 werd hij tweede in de 250 cc Ulster Grand Prix. Hij debuteerde in dat jaar in de Lightweight TT, waar hij elfde werd met een Excelsior. Vanaf 1948 begonnen de pechjaren van Bill Webster. Tot in 1952 startte hij acht keer in de Isle of Man TT, waarvan hij zeven keer uitviel en een keer als 63e eindigde. In 1953 was Bill de eerste Britse eigenaar van een MV Agusta 125 Monoalbero productieracer, waarmee hij zesde werd in de Lightweight 125 cc TT. Hij werd met een 250 cc Velocette negende in de Lightweight 250 cc TT. In 1953, 1954 en 1955 won hij de "TT Club Team Award" met zijn Nantwich & DMC team waarvan ook Fron Purslow, Cecil Sandford, Bill Lomas en Bill Maddrick deel uitmaakten.
Bill Webster kreeg een goede band met graaf Domenico Agusta, de eigenaar van MV Agusta. Hoewel hij met een mengeling van Engels, Italiaans en gebarentaal met de Italianen communiceerde werd hij de contactpersoon tussen MV Agusta en een aantal Britse coureurs. Hij was steeds derde rijder, eerst naast Cecil Sandford en Bill Lomas en later naast Carlo Ubbiali en Luigi Taveri.
In 1959 stopte hij zelf met racen. Nadat hij Arnold Jones en Horace Crowder met een Aermacchi Ala Verde 250 een voorsprong van twee ronden zag nemen tijdens de Thruxton 500 van 1960, nam hij meteen contact op met Aermacchi en hij werd de Britse importeur van dit merk. Hij vormde Italian Imports, gevestigd op Snow Hill in Nantwich. Hij importeerde Aermacchi en MV Agusta. Zijn voorliefde voor Italiaanse merken leverde hem de bijnaam "Websterini" op. Hij sponsorde een aantal coureurs, zoals Alan Shepherd, Percy Tait, Stuart Graham en Brian Clark, die hij aan Aermacchi racers hielp. Hij was betrokken bij het contracteren van John Surtees, John Hartle en Mike Hailwood door MV Agusta.

## Overlijden
Op 27 april 1963 kwam Bill Webster terug van een bezoek aan de fabrieken van MV Agusta en Aermacchi en de 200 mijl van Imola. Op Mallory Park ontstond een discussie met officials over papieren. Bill Webster, die al langer hartproblemen had, stortte in en overleed. Hij liet zijn vrouw Ethel, twee dochters en vier zoons na.
Na Websters dood nam Syd Lawton de import van Aermacchi over. De import van MV Agusta werd beëindigd.